# Fantastic
Fantastic ist das Debütalbum des britischen Popduos Wham! aus dem Jahr 1983.

## Entstehung und Veröffentlichung
Die Erstveröffentlichung von Fantastic erfolgte am 1. Juli 1983 bei Epic Records und Innervision. Das Album erschien in seiner Originalausführung als CD und LP. Während die LP-Ausführung acht Titel umfasste (Katalognummer: IVL 25328), waren auf der CD-Ausführung drei weitere Remixe zu finden (Katalognummer: CDEPC 25328). Eine Woche später erschien erstmals eine MC-ausführung (Katalognummer: 40 25328).
Geschrieben wurden alle Lieder, mit Ausnahme der Coverversion Love Machine (The Miracles), von den beiden Wham!-Mitgliedern George Michael und Andrew Ridgeley, wobei Ridgeley bei zwei Liedern Koautor ist und Michael fünf Lieder alleine verfasste. Zusammen mit Steve Brown zeichnete Michael zudem für die Produktion verantwortlich. Bei dem Titel Wham Rap! (Enjoy What You Do) bekamen sie zusätzlich Unterstützung durch Bob Carter. Die Aufnahmen fanden im Studio Maison Rouge in London statt.
Im Oktober 1983 ging das Duo auf die Club Fantastic Tour im Vereinigten Königreich.

## Titelliste
| Nr. | Titel                               | Autor(en)                 | Länge |
| --- | ----------------------------------- | ------------------------- | ----- |
| 1.  | Bad Boys                            | George Michael            | 3:19  |
| 2.  | A Ray of Sunshine                   | Michael                   | 4:43  |
| 3.  | Love Machine                        | Billy Griffin, Pete Moore | 3:19  |
| 4.  | Wham Rap! (Enjoy What You Do)       | Michael, Andrew Ridgeley  | 6:41  |
| 5.  | Club Tropicana                      | Michael, Ridgeley         | 4:28  |
| 6.  | Nothing Looks the Same in the Light | Michael                   | 5:53  |
| 7.  | Come On                             | Michael                   | 4:24  |
| 8.  | Young Guns (Go for It!)             | Michael                   | 3:55  |

## Singleauskopplungen
| Jahr | Titel                         | Höchstplatzierung, Gesamtwochen, AuszeichnungChartplatzierungen (Jahr, Titel, , Platzierungen, Wochen, Auszeichnungen, Anmerkungen) | Höchstplatzierung, Gesamtwochen, AuszeichnungChartplatzierungen (Jahr, Titel, , Platzierungen, Wochen, Auszeichnungen, Anmerkungen) | Höchstplatzierung, Gesamtwochen, AuszeichnungChartplatzierungen (Jahr, Titel, , Platzierungen, Wochen, Auszeichnungen, Anmerkungen) | Höchstplatzierung, Gesamtwochen, AuszeichnungChartplatzierungen (Jahr, Titel, , Platzierungen, Wochen, Auszeichnungen, Anmerkungen) | Höchstplatzierung, Gesamtwochen, AuszeichnungChartplatzierungen (Jahr, Titel, , Platzierungen, Wochen, Auszeichnungen, Anmerkungen) | Anmerkungen                             |
| Jahr | Titel                         | DE | AT | CH | UK | US | Anmerkungen                             |
| ---- | ----------------------------- | --- | --- | --- | --- | --- | --------------------------------------- |
| 1982 | Wham Rap! (Enjoy What You Do) | DE17 (11 Wo.)DE | — | — | UK8 (12 Wo.)UK | — | Erstveröffentlichung: 11. Juni 1982     |
| 1982 | Young Guns (Go for It)        | DE20 (16 Wo.)DE | — | — | UK3 Silber · (17 Wo.)UK | — | Erstveröffentlichung: 9. September 1982 |
| 1983 | Bad Boys                      | DE12 (17 Wo.)DE | — | CH6 (5 Wo.)CH | UK2 Silber · (15 Wo.)UK | US60 (9 Wo.)US | Erstveröffentlichung: 2. Mai 1983       |
| 1983 | Club Tropicana                | DE13 (12 Wo.)DE | — | — | UK4 Platin · (11 Wo.)UK | — | Erstveröffentlichung: 15. Juli 1983     |

## Kommerzieller Erfolg

### Chartplatzierungen
Das Album avancierte zum Nummer-eins-Erfolg in Neuseeland und dem Vereinigten Königreich. Darüber hinaus erreichte es Top-10-Platzierungen in Deutschland (Rang 7), den Niederlanden und Norwegen (je Rang 8).
| ChartsChartplatzierungen       | Höchstplatzierung | Wochen |
| ------------------------------ | ----------------- | ------ |
| Deutschland (GfK)              | 7 (22 Wo.)        | 22     |
| Schweiz (IFPI)                 | 25 (1 Wo.)        | 1      |
| Vereinigte Staaten (Billboard) | 83 (44 Wo.)       | 44     |
| Vereinigtes Königreich (OCC)   | 1 (116 Wo.)       | 116    |

| ChartsJahrescharts (1983) | Platzierung |
| ------------------------- | ----------- |
| Deutschland (GfK)         | 37          |

### Auszeichnungen für Musikverkäufe
| Land/Region                  | Auszeichnungen für Musikverkäufe (Land/Region, Auszeichnung, Verkäufe) | Verkäufe  |
| ---------------------------- | ---------------------------------------------------------------------- | --------- |
| Australien (ARIA)            | Gold                                                                   | 35.000    |
| Japan (RIAJ)                 | Platin                                                                 | 200.000   |
| Neuseeland (RMNZ)            | Platin                                                                 | 20.000    |
| Niederlande (NVPI)           | Gold                                                                   | 50.000    |
| Vereinigte Staaten (RIAA)    | Gold                                                                   | 500.000   |
| Vereinigtes Königreich (BPI) | 3× Platin                                                              | 900.000   |
| Insgesamt                    | 3× Gold · 5× Platin ·                                                  | 1.705.000 |

Hauptartikel: Wham!/Auszeichnungen für Musikverkäufe